# Alena de Dilbeek
Santa Alena de Dilbeek, también llamada Alène o Alina (siglo vii-17 o 18 de junio de 640), es una santa cristiana que supuestamente sufrió martirio. Es en ocasiones referida como Alena de Forest o Alena de Bruselas por haber muerto en Forest, en la actualidad uno de los 19 municipios de la Región de Bruselas.

## Hagiografía
Su hagiografía, plasmada en un documento fechado en el siglo xii, establece que Alena nació en Dilbeek, a las afueras de Bruselas (Bélgica), hija del noble Levold y su esposa Hildegaart, quienes eran paganos. Alena decidió ser bautizada sin el conocimiento de sus padres, debiendo asistir a misa siempre en secreto. Una noche su padre la vio salir a escondidas de casa, por lo que pidió a sus guardias que la siguiesen; estos vieron a la joven cruzar el río Senne para acudir a la Iglesia de Saint-Denis de Forest. Tras descubrir que profesaba el cristianismo, Levold llegó a la conclusión de que Alena había sido hechizada por los cristianos para que se convirtiese, motivo por el que ordenó a los guardias traer a su hija de regreso; la joven se resistió a ello de tal forma que, abrazada a un árbol para evitar ser llevada de vuelta, sufrió la amputación de un brazo durante el forcejeo (se afirma también que un centinela se lo cercenó). Encerrada en su casa, murió poco después a causa de las heridas.
Al parecer ocurrieron varios milagros en la tumba de la mártir; uno de los súbditos de Levold, el duque Omundus, recobró la vista tras invocar a Alena en sus plegarias, mientras que un ángel se apareció y tomó el brazo amputado para conducirlo al altar de la capilla donde Alena solía orar. Debido a los milagros y al testimonio de la fe de su hija, Levold e Hildegaart, conmocionados, analizaron en profundidad el cristianismo, tomando finalmente la decisión de convertirse.

## Reliquias

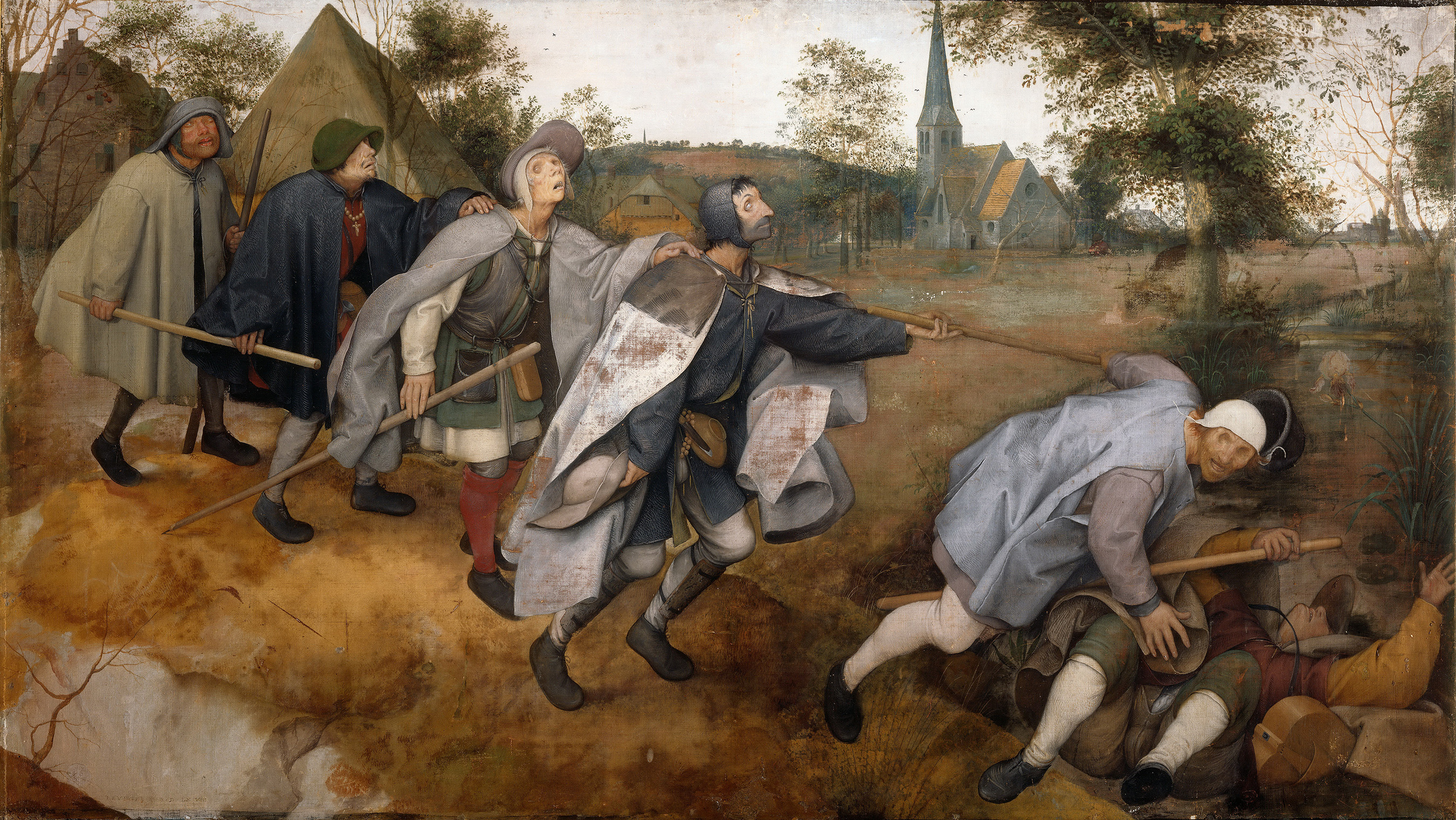
La parábola de los ciegos, por Pieter Brueghel el Viejo (1568). Al fondo puede apreciarse la Iglesia de Santa Alena de Dilbeek.

El obispo de Cambrai dio permiso al abad Godeschalk, de la Abadía de Affligem, para entronizar los restos de Alena en el Abadía de Forest, entonces dependiente de Affligem, como reliquias de una santa el domingo 19 de mayo de 1193, día de Pentecostés. Este acto supuso la canonización de Alena.
El templo con los restos de la mártir se convirtió en un conocido lugar de peregrinación, siendo el santuario incorporado a la iglesia parroquial de Forest como capilla, lugar donde se custodian sus reliquias así como un cenotafio. Para el siglo xvii los huesos de su mandíbula y su antebrazo estaban guardados en la iglesia parroquial, cada uno en un relicario del siglo xv cubierto de joyas, mientras que los demás huesos, a excepción de las clavículas (custodiadas en un relicario en la Iglesia de San Ambrosio en Dilbeek), se preservaban en la iglesia de la abadía, dentro de un relicario barroco de 1644 comisionado por Françoise de Bette, abadesa entre 1637 y 1666. Cuando la abadía fue suprimida en 1796, la última abadesa, Juana Francisca de Rueda de Conteras (1785-1818), retiró el relicario y lo guardó en un monasterio próximo a Wurzburgo, en Baviera, Alemania (la pieza sería devuelta a Forest en 1812).

## Veneración
La fiesta en honor a Santa Alena se celebra el 17 de junio según el breviario polaco, aunque otras fuentes en lengua polaca asignan como fecha el 16 de junio, el 28 de julio y el 16 de diciembre, con el 16 de junio y el 16 de diciembre como los días de su onomástica en Polonia. Varias fuentes en lengua inglesa asignan el 24 de junio como su día de celebración, si bien en Italia su fiesta se celebra el 19 de junio, mientras que en Brabante se festeja a Santa Alena el 16 de junio y en la diócesis ortodoxa antioqueña de Norteamérica el 18 de junio. Pese a los múltiples días asignados para la conmemoración de su martirio, Santa Alena no figura en el martirologio romano de 2004.